# Marek Petraszek
Marek Petraszek (15 gennaio 1981) è uno schermidore polacco.

## Biografia
Nei campionati europei di scherma ha conquistato una medaglia d'argento a Mosca nel 2002, nella gara di spada a squadre.

## Palmarès
In carriera ha conseguito i seguenti risultati:
- Europei di scherma

Mosca 2002: argento nella spada a squadre.